# Råtta (zodiak)
Råttan är det första djuret av de tolv zodiakdjuren inom Kinesisk astrologi.  De tolv djuren omfattar varsitt år, när tolv år har gått börjar cykeln om. Det associeras med aggression, rikedom, charm och ordning, men även med döden, krig, det ockulta, pest och grymheter. 

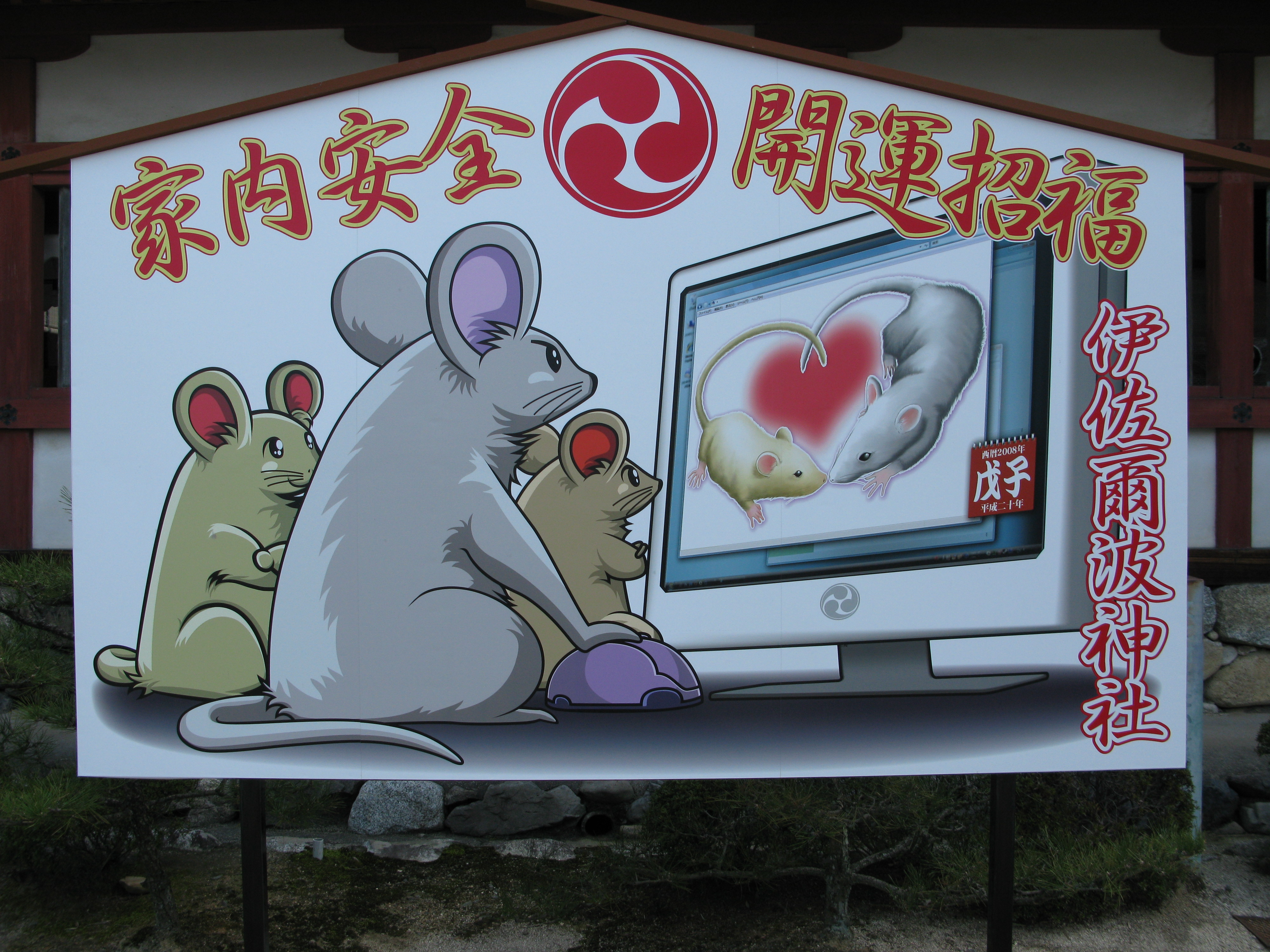
Råttor vid Isaniwa-helgedomen, Matsuyama

## Åren och de fem elementen
Personer som är födda inom dessa datum är födda "i råttans år", men de har även följande elementtecken:
- 31 januari 1900 - 18 februari 1901: Metallråtta
- 18 februari 1912 - 5 februari 1913: Vattenråtta
- 5 februari 1924 - 24 januari 1925: Träråtta
- 24 januari 1936 - 10 februari 1937: Eldråtta
- 10 februari 1948 - 28 januari 1949: Jordråtta
- 28 januari 1960 - 14 februari 1961: Metallråtta
- 15 februari 1972 - 2 februari 1973: Vattenråtta
- 2 februari 1984 - 19 februari 1985: Träråtta
- 19 februari 1996 - 6 februari 1997: Eldråtta
- 2008 - 2009: Jordråtta
- 2020 - 2021: Metallråtta

## Egenskaper
Som det första tecknet i den kinesiska zodiaken anses råttor vara ledare, pionjärer och erövrare. De anses vara charmiga, karismatiska, praktiska och hårt arbetande. Personer födda under råttans år tros ha ledaregenskaper och de mest organiserade och systematiska av de tolv tecknen. De anses vara intelligenta och skickliga, med stark ambition och envisa som utan ursäkter följer sin egen agenda, vilket ofta omfattar pengar och makt. De ses som energiska och flexibla och kan ta sig över hinder och anpassa sig till olika miljöer. 
Råttans naturliga charm och uppförande gör att de anses vara tilltalande som vänner för nästan alla, men råttan är selektiv när det gäller att välja sina vänner och har bara några få som hon litar på. 
Bakom leendena och charmen kan råttan vara obstinat och kontrollerande, och vill ha det på sitt sätt till varje pris. De har kontroll över sina känslor, och använder det som ett medel för att manipulera andra, både mentalt och känslomässigt. Råttor är mästare på tankelekar och kan bli farliga, beräknande och grymma om det behövs. Med häftigt temperament och aggressivitet kan de utan tvekan hämnas på de som skadat dem. Råttor behöver lära sig att slappna av, då de kan vara besatta av detaljer vara intoleranta och stränga i sina krav på ordning, lydnad och perfektion. 
Råttor behöver lära sig att tänka på andra framför sig själv, åtminstone ibland. De är rättvisa, och förväntar sig att andra behandlar dem på samma sätt, och kan bli mycket kränkta om de upplever att de blivit lurade eller att deras förtroende utnyttjats. Ibland sätter de upp sina mål för högt, oavsett om det gäller relationer eller karriär. Under åren blir de mer idealistiska och toleranta. Om de kan utveckla sin självkänsla och lämna rum för andra kan råttor finna sann lycka. 
Enligt traditionen bär råttor på tung karma och under någon punkt i livet drabbas av en identitetskris eller skuldkänslor. Råttor får arbeta hårt och länge för det de tjänar, dock anses de som fötts på dagen ha det lite lättare än de som fötts på natten, de som föds på natten tros gå igenom lidanden hela livet. Råttor generellt bör akta sig för hedonism, då det kan leda till självdestruktion. Spel, alkohol och andra droger anses vara mycket frestande för personer födda i råttans tecken. 
Råttan bör undvika de som är födda i hästens år, men kan hitta vänner och kärlek hos de som är födda i apans, drakens och oxens år.
Yrken som anses passa personer född i råttans tecken är spioneri, skrivande, politik, juridik, ingenjörskonst, redovisning, detektivarbete och patologi.

## Traditionella råttegenskaper
| Attribut                              |                                                                  |
| ------------------------------------- | ---------------------------------------------------------------- |
| Zodiacläge                            | 1:a                                                              |
| Tid                                   | 23.00-01.00                                                      |
| Riktning                              | Nord                                                             |
| Årstid och månad                      | Vinter, December                                                 |
| Ädelsten                              | Granater                                                         |
| Färger                                | Svart, röd, vit                                                  |
| Ungefärligt motsvarande tecken i väst | Skytten                                                          |
| Polaritiet                            | Yang                                                             |
| Mat                                   | Fläsk, ärtor, kål                                                |
| Positiva egenskaper                   | Minutiös, karismatisk, ambitiös, praktisk, arbetsam, vältalig    |
| Negativa egenskaper                   | Förbittrad, hämndlysten, envis, kritisk                          |
| Länder                                | Tyskland, Österrike, Sverige, Nederländerna, Brasilien, Colombia |